# Christian Brünner
Christian Brünner (* 12. Februar 1942 in Mürzzuschlag) ist ein ehemaliger österreichischer Politiker (ÖVP und später LIF) und Universitätsprofessor. Brünner war von 1990 bis 1994 Abgeordneter zum Nationalrat. Brünner ist gemeinsam mit Wolfgang Mantl und Manfried Welan Herausgeber der Studien für Politik und Verwaltung. Im Jahr 2005 gründete er mit Peter Zöhrer, dem Präsidenten der Vereinigungskirche in Österreich, das Forum für Religionsfreiheit.

## Ausbildung und Beruf
Nach dem Besuch der Volksschule maturierte Brünner 1961 an einem Bundesrealgymnasium. Zuvor hatte er von 1959 bis 1960 die Richfield Highschool in Minneapolis besucht. Brünner trat der Studentenverbindung K.St.V. Waldmark Mürzzuschlag bei, aus der er jedoch später wieder austrat. Er studierte danach Rechtswissenschaften an der Universität Graz und schloss sein Studium 1966 mit der Promotion ab. Bereits ab 1964 arbeitete Brünner als wissenschaftliche Hilfskraft und war danach von 1968 bis 1978 als Vertragsassistent und Universitätsassistent an der Universität Graz beschäftigt.
Zudem absolvierte er sein Gerichtsjahr und war fünf Monate bei einer Versicherungsgesellschaft tätig. Nachdem ihm 1976 die Lehrbefugnis als Universitätsdozent für Österreichisches Verfassungsrecht verliehen wurde, war Brünner von 1978 bis 1980 als außerordentlicher Universitätsprofessor tätig. 1980 wurde er zum ordentlichen Universitätsprofessor für öffentliches Recht an der Universität Graz ernannt, wobei er von 1983 bis 1985 auch die Funktion des Dekans der Rechtswissenschaftlichen Fakultät übernahm. Danach hatte er von 1985 bis 1989 das Amt des Rektors der Universität Graz inne.
Brünner hatte zudem von 1987 bis 1989 die Funktion des Vorsitzenden der Österreichischen Rektorenkonferenz inne, war von 1987 bis 1988 Vorsitzender der Rektorenkonferenz der Arbeitsgemeinschaft Alpen-Adria und von 1987 bis 1990 Leiter des Außeninstituts der Universität Graz. Er emeritierte 2010.

## Politik
Brünner vertrat die ÖVP von 5. November 1990 bis 6. November 1994 im Nationalrat. Danach wechselte er zum Liberalen Forum, für das er 1995 in den Steiermärkischen Landtag einzog. Brünner übernahm 1995 zudem die Rolle des Landessprechers des Liberalen Forums Steiermark und war Klubobmann des LIF im Landtag. Mit dem Ausscheiden des LIF aus dem Landtag 2000 ging auch seine politische Karriere zu Ende.

## Auszeichnungen
- 2011: Großes Goldenes Ehrenzeichen für Verdienste um die Republik Österreich[5]
- 2022: Großes Goldenes Ehrenzeichen des Landes Steiermark mit dem Stern[6]